# سلطنة كلوة
نشأت سلطنة كلوة في الساحل الشرقي لأفريقيا. واستطاعت أن توحد الأمارات والدويلات الإسلامية، التي كانت تقوم على طول الساحل الشرقي في دولة واحدة امتدت من مقديشو (في الصومال حاليا)وساحل بنادر حتى سوفالا (في موزمبيق الحالية) جنوبا.
واتخذت من كلوة عاصمة لها.
مؤسسها:
أسسها الأمير علي بن حسن الشيرازي، وهو من أسرة بني بويه الفارسية والتي فقدت نفوذها السياسي في بغداد بسبب منافسة الأتراك السلاجقة لها، ومن ثم هاجر الشيرازي ومن معه إلى شرق أفريقيا ، وفرض سيطرته التامة على الساحل في القرن العاشر الميلادي ، موحدا لأكثر من ثلاثين امارة ومدينة تحت حكمه.
سلاطين الدولة:
حكم الدولة 49 سلطاناً من سلالة علي بن حسن الشيرازي اهتموا بأمر الدعوة الإسلامية، ونشر العلم والثقافة بتأسيسهم للمساجد ودور العلم. وشيدوا كذلك القصور والقلاع مما ارتقي بالناحية العمرانية التي اخذت الطابع الإسلامي في مدن السلطنة. وقد اهتم سلاطين الدولة أيضا بالناحية الإقتصادية فإزدهرت التجارة والصناعات اليدوية والصيد واستخراج المعادن الأمر الذي أدى إلى ثراء الدولة . واهتموا بتحكيم الشريعة الإسلامية تحقيقاً للعدل والمساواة . وقد أدى هذا إلى نهضة حضارية شاملة في الدولة ظهر اثرها في رقي الفنون والأداب.